# 约瑟夫·林哈特
约瑟夫·林哈特（捷克語：Josef Linhart，1944年5月15日—），捷克男子足球运动员，场上位置是后卫。他曾代表捷克斯洛伐克国奥队参加1968年夏季奥林匹克运动会足球比赛，获得第九名。